# مسجد عيسى التاريخي
مسجد عيسى التاريخي أو مسجد سلمى كما يُعرف سابقًا هو مسجدٌ تاريخي أُنشئ في عام 1150 هـ تقريبًا في جلاجل التابعة لمحافظة المجمعة، في المملكة العربية السعودية.

## الموقع
يقع في بلدة جلاجل، داخل قرية جلاجل التاريخية وفي اتجاه الشمال لمدينة روضة سدير ويبعد عن طريق الملك عبد العزيز الرابط بين روضة سدير والمجمعة قرابة 560م.

## الخلفية التاريخية
المسجد تم انشاؤه في حدود عام 1150هـ، وقد تكفلت ببنائه (سلمى بنت إبراهيم بن سليمان بن حماد بن عامر البدراني الدوسري) وقد كان يسمى مسجد سلمى، وفيما بعد غلب عليه مسمى مسجد عيسى راعي المسجد.

## مكونات المسجد
الموقع عبارة عم مسجد مبني من الطين والحجارة.

### أبرز المكونات
- أساسات من الحجر.
- حوائط من الحجر والطوب.
- أسقف من خشب الأثل مغطاة بسعف النخيل ويعلوها طبقة من الطين والتبن.
- المبنى من دور واحد بارتفاع تقريبي 4م.
- الباب الرئيسي للمسجد من الحديد.
- أعمدة المسجد تأخذ الشكل الأسطواني في الفراغات الداخلية.[1]